# Bernd Neubig

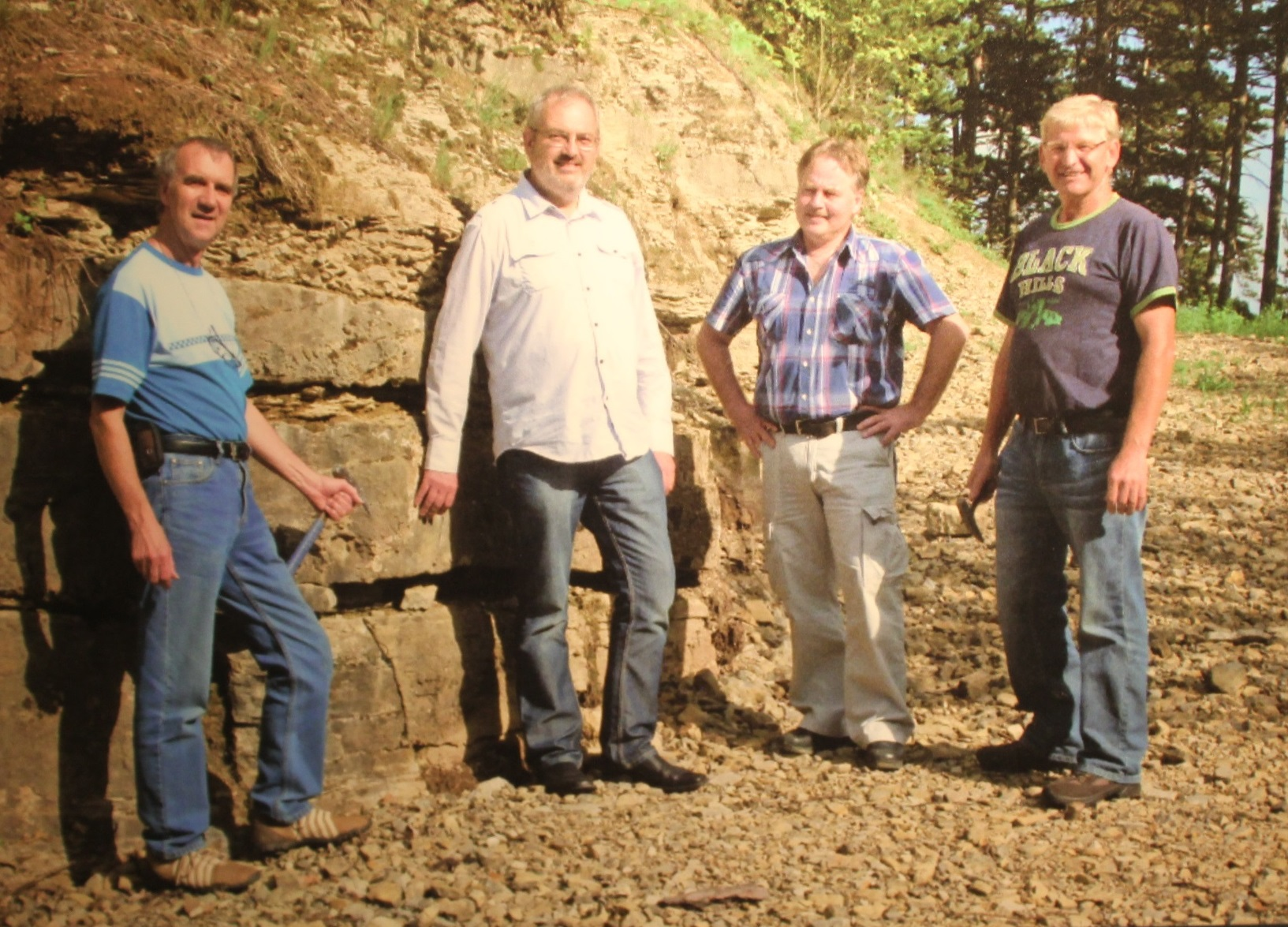
Team der Sammlung Mainfränkische Trias Euerdorf 2013 (v.l.: Michael Henz, Horst K. Mahler, Jürgen Sell und Bernd Neubig)

Bernd Neubig (* 10. April 1962 in Euerdorf) ist ein deutscher Fossiliensammler, Geologe und Paläontologe.

## Leben
Bernd Neubig, der als Forstwirt bei der Marktgemeinde Euerdorf beschäftigt ist, gehört mit den Amateur-Paläontologen Michael Henz, Horst K. Mahler und Jürgen Sell zur Sammlergruppe SMTE (Sammlung Mainfränkische Trias Euerdorf), die sich auf Fossilien aus der germanischen Trias des mitteleuropäischen Beckens spezialisiert haben. Gemeinsam gründeten sie in ihrer Heimat Euerdorf, in der sie schon seit Jugendzeiten Fossilien sammeln, das 2013 gegründete Museum Terra Triassica als Ausstellungsort ihrer über 25.000 Fundstücke.
Am Saalrangen nordöstlich Euerdorf entdeckte die Sammlergemeinschaft in Gesteinen aus der Zeit der Trias versteinerte Fährten von Dinosaurier-Vorläufern, die heute am Fundort großflächig zu sehen sind und als mittlerweile offiziell ausgewiesenes Geotop zu den 100 schönsten Geotopen von Bayern gerechnet werden.

## Ehrungen
Nach ihm und seinen drei Sammlerkollegen wurde 1993 durch Carsten Brauckmann und Thomas Schlüter die Insektengattung Heseneuma BRAUCKMANN & SCHLÜTER 1993 benannt.  Der Wirbeltier-Paläontologe Martin Sander benannte ihm zu Ehren 1997 den Ichthyosaurier Shastasaurus neubigi, der heute als Phantomosaurus neubigi (SANDER, 1997) bestimmt wird. Im Jahr 2021 wurde die Sammlergruppe SMTE, deren Mitglied Neubig ist, mit dem Kulturehrenbrief des Landkreises Bad Kissingen ausgezeichnet.

## Schriften
- mit Michael Henz. Horst K. Mahler und Jürgen Sell: Ceratites (Discoceratites) meissnerianus aus dem mittelfränkischen Oberen Muschelkalk. Geol. Bl. NO-Bayern, 36, Taf. 7, 1986, S. 149–156
- mit Michael Henz. Horst K. Mahler und Jürgen Sell: Ein Beitrag zur Stratigraphie und Fossilführung der Myophorien-Folge (Trias) im nördlichen Unterfranken. Naturwiss. Jb. Schweinfurt 8, 1–22, 2 Abb., 2 Taf., Schweinfurt 1990